# Атлантична Європа

Біогеографічні регіони Європи

Атлантична Європа — географічний регіон, який охоплює частину Західної Європи, яка межує з Атлантичним океаном. Атлантичну Європу також визначають як культурно-історичний регіон та/або біогеографічний регіон.
Регіон включає Британські острови (Велику Британію та Ірландію), Ісландію, Бельгію, Нідерланди, центральні та північні регіони Португалії, північно-західні та північні регіони Іспанію (Галісію, Астурію, Кантабрію, Південну Країну Басків та деякі частини Кастилії і Леона), південно-західні та західні регіони Франції (зокрема Північну Країну Басків), захід Скандинавії, а також західні та північні регіони Німеччини.
Погодні та загалом фізичні умови на цій території відносно схожі (за винятком частин Скандинавії та Балтики), що призводить до формування подібних ландшафтів та поширення ендемічних видів рослин і тварин. Більшу частину європейського атлантичного узбережжя можна вважати одним Атлантичним біогеографічним регіоном.

## Культура

### В минулому
Атлантична бронзова доба — комплекс археологічних культур періоду бронзової доби, який існував приблизно 1300–700 рр. до н.е.. Він ознаменував економічний та культурний обмін між нинішніми територіями Португалії, Іспанії, Франції, Великої Британії та Ірландії. У цей час оловом з усієї Атлантичної Європи торгували в Середземномор'ї. Завдяки культурі дзвоникоподібних келихів Атлантична та Центральна Європа перебували в тісному культурному контакті принаймні з середини 3-го тисячоліття до н.е. В подальшому, у європейській залізній добі, ця взаємодія сприяла появі кельтської культури.
Археологи відзначили, що доісторичні народи Атлантичної Європи мали спільні риси, про що свідчать артефакти, мистецькі та архітектурні стилі, знайдені в цьому регіоні, які вказують на певну форму торгових та/або культурних зв'язків. Крім того, низка генетичних досліджень, здається, пов'язує конкретні групи населення в частинах Атлантичної Європи на відміну, наприклад, від Центральної чи Середземноморської Європи.
Деякими прикладами ранніх культурних контактів є поширення по Атлантичній Європі культури побудови мегалітів або мечів типу "язик карпа". Виробництво цих бронзових мечів відбувалося передусім на західному узбережжі Франції та в Бретані, але завдяки зв'язкам із суспільствами в Іберії та Британії мечі типу "язик карпа" та сокири з крильцями на кінці широко купувалися та продавалися уздовж атлантичних морських шляхів.
Термін "Атлантична Європа" також застосовують щодо території, зайнятої кельтами та кельтизованими народами в Європі у часи залізної доби.

### В сучасності

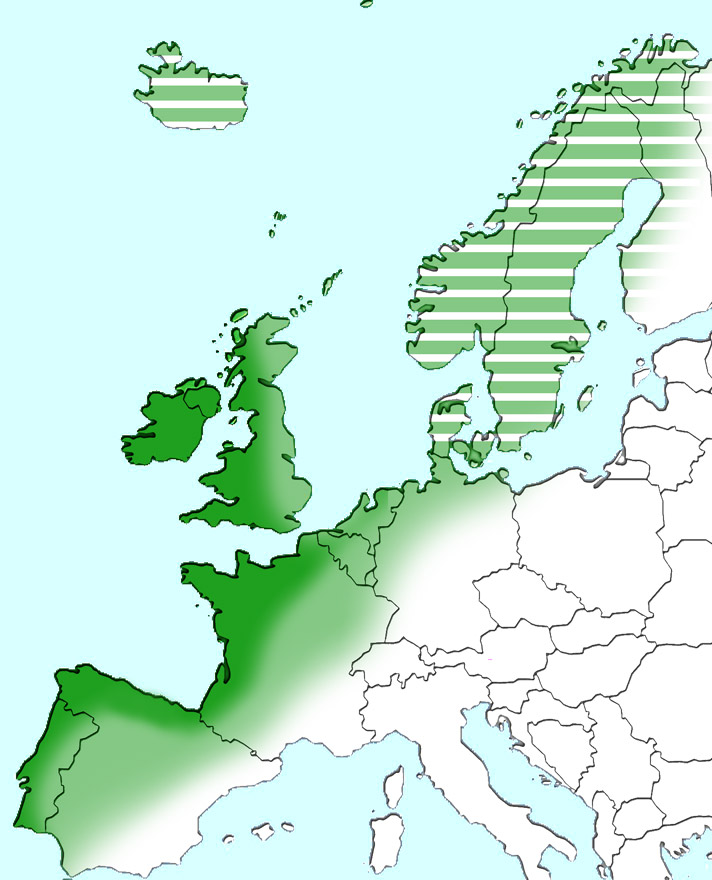
Атлантична Європа:
Атлантична дуга
Атлантична Європа
Решта Європи

Низка авторів стверджували, що в Атлантичній Європі все ще існує культурний континуум. Він утворює культурну одиницю, яка сягає корінням у доісторичні часи, але збереглася до сьогодення переважно завдяки морській торгівлі. Географи також згадують вплив природного середовища на формування подібного культурного ландшафту вздовж західноєвропейських берегів.
Одними з перших географів, які висунули ідею Атлантичної Європи, були Отеро Педрайо та Орланду Рібейру. У своїх дослідженнях Галісії Педрайо зазначив, що ця територія відзначалася сильним "атлантичним", а не "середземноморським характером", незважаючи на те, що вона була частиною середземноморської держави (Іспанії). З іншого боку, досліджуючи свою рідну Португалію, Рібейру поглибив концепцію Атлантичної Європи та Середземноморської Європи, пов'язавши південну Португалію з середземноморською культурою, а центральну та північну Португалію (разом з Галісією та Астурією) з панатлантичною європейською культурою.
Починаючи з 1950-х років цю ідею розвивали такі автори, як П'єр Флатре, Емір Естін Еванс, Андре Мейньє, Патрік О'Фланаган, Річард Бредлі, Баррі Канліфф, Карлос Феррас Сексто, Хоан Паредес тощо.
О'Фланаган, спираючись на теорії Педрайо та Рібейри, стверджував, що Атлантична Європа є дійсним культурним регіоном, який простягається вздовж узбережжя Європи, від Норвегії до південно-центральної Португалії (приблизно до Сантарена), включаючи Британію та Ірландію). Паредес стверджував, що існує культурний ландшафт, спільний для Атлантичної (а саме кельтської) Європи, головним чином заснований на моделях розселення, використанні та спільному сприйнятті життєвого простору, що свідчить про соціальну та культурну внутрішню єдність і її безперервність.
Боб Квінн у своїй документальній серії «Atlantean» припускав, що західноєвропейська кельтська культура насправді походить від більш ранньої, докельтської, атлантичної культури, яка була поширена серед населення Атлантичної Європи та Магрибу, таких як бербери, і що вона продовжує існувати в сучасності.

## Генетика
Генетичний зв'язок між різними популяціями Атлантичної Європи все ще досліджується. Деякі дослідження показують, що сучасні британці та ірландці, як і жителі цих островів часів залізної доби, генетично дуже тісно пов'язані з іншими північноєвропейськими популяціями, а не з мешкацями півдня Атлантичної Європи (Іспанії та Франції). Однак, як визнають автори, використана вибірка не включала багатьох членів менших генетично ізольованих популяцій, які існують у цих країнах. З іншого боку, стаття, опублікована в журналі "American Journal of Human Genetics", вказує — після включення зразків з різних регіонів європейських країн — на спільне походження населення Атлантичної Європи, від північно-західної Іберії (Галісії) до західної Скандинавії, яке датується кінцем останнього льодовикового періода.

## Атлантична Європа в політиці
У 1989 році була створена Комісія Атлантичної дуги — міжнародна асоціація регіонів, яка включає 26 регіонів з чотирьох держав-членів - Великої Британії, Франції, Іспанії та Португалії. Вона діє як координатор атлантично-європейських регіонів та її інтересів. Комісія Атлантичної дуги є однією з семи географічних комісій Конференції периферійних морських регіонів Європи. У 2000 році у Ренні була створена Конференція міст Атлантичної дуги — мережа місцевих органів влади, яка працює з різними інституціями з метою підкреслити роль міст Атлантичної дуги в Європі.